# Прифти, Михал
Михал Прифти (алб. Mihal Prifti; 25 сентября 1918, Гирокастра, Албания — 16 марта 1986), Тирана, Албания) — албанский политический, государственный и дипломатический деятель, Председатель Народного собрания Албании (1951—1954). Посол Албании в СССР (1947—1949).

## Биография
Сын сельского учителя.
В 1929 году вместе со своей семьей переехал в Афины (Греция), где учился в средней школе. Позже поступил в Афинский университет. После недолгой учёбы в Афинах, из-за нестабильной ситуации в Греции, продолжил обучение в Италии, где в марте 1941 года поступил в Римский университет, прошёл курс итальянского языка, вступил в контакт с итальянскими студентами, участвующими в движении сопротивления, участвовал в их акциях. В 1942 году вернулся в Албанию. Вступил в молодёжную организацию Коммунистической партии Албании.
Во время Второй мировой войны с 1942 по 1944 год — участник антифашистского движения. Был сначала политкомиссаром 1-й партизанской бригады, затем 2-й дивизии, с октября 1944 года руководил её политическим отделом. С декабря 1944 по март 1945 г. Прифти служил комиссаром 1-й дивизии. В 1944 году ему было присвоено звание подполковника Национально-освободительной армии Албании.
В марте 1945 г. — секретарь Совета Министров Албании. С 1947 года — на дипломатической работе, сначала был первым полномочным и чрезвычайным послом Народной Республики Албании в СССР (1947—1949), затем ПНР (1949), МНР (1955), Финляндии (1956), КНР (1959), Вьетнама (1960). Занимал должность заместителя министра иностранных дел.
В 1949 году был главой делегации правительства Народной Республики Албании на четвертой сессии Ассамблеи ООН.
Избирался депутатом Народного собрания Албании с 1952 по 1960 год.
С 6 июня 1951 по 19 июля 1954 года — глава парламента Албании.
В 1961 году был назначен ректором Высшего педагогического института в Шкодере и занимал эту должность до выхода на пенсию в 1975 году.